# Huandoy
Huandoy eller Tullparahu är ett berg i Peru. Det är den näst högsta toppen i Cordillera Blanca i Anderna, efter Huascarán. Dessa två bergstoppar ligger nära varandra, bara åtskilda genom Llanganucoravinen med de två Llanganucosjöarna (3 846 m ö.h.).
Det är ett snöbeklätt berg med fyra toppar, den högsta är 6 395 m ö.h. och påminner om en eldstad. De fyra topparna är alla över 6 000 m ö.h, och är:
- Huandoytoppen (6 395 m ö.h.)
- Huandoy-västtopp (6 356 m ö.h.)
- Huandoy-sydtopp (6 160 m ö.h.)
- Huandoy-östtopp (6 070 m ö.h.)

Berget bestegs första gången av en tysk bergsbestigargrupp 1932. En toppbestigning med början vid Llanganucosjöarna gjordes första gången 1976.
Bergets ursprungliga namn är Tullparahu, som kommer från Quechuans tullpa ("eldstad av sten") och rahu ("is"). Tullparahu betyder således "snötäckt berg i form av en eldstad."
Berget är en del av Nationalparken Huascarán.

## Naturkatastrofer
En jordbävning 1725 orsakade en islavin på Huandoy som orsakade 1 500 människors död.